# Rhododendron detersile
Rhododendron detersile är en ljungväxtart som beskrevs av Adrien René Franchet. Rhododendron detersile ingår i släktet rododendron, och familjen ljungväxter. Inga underarter finns listade i Catalogue of Life.